# Contea autonoma tujia di Wufeng
La contea autonoma tujia di Wufeng (五峰土家族自治县S, Wǔfēng Tǔjiāzú ZìzhìxiànP) è una contea della Cina, situata nella provincia di Hubei e amministrata dalla prefettura di Yichang.